# Aloizs Brenčs
Aloizs Brenčs  né le 6 juin 1929 à Riga en Lettonie et mort le 28 octobre 1998 dans cette ville, est un réalisateur letton, l'un des pionniers du genre policier du cinéma letton dont les meilleures œuvres datent des années 1970,. Il est également connu comme une figure politique dans son pays.

## Biographie
Aloizs Brenčs est très tôt attiré par le monde du spectacle. En 1945-1946, il fait de la figuration au Théâtre national de la RSS de Lettonie (aujourd'hui Théâtre Dailes) et à l'Opéra de Riga. En 1953, il est diplômé de la faculté des réalisateurs du Conservatoire de Riga et pendant un an travaille en tant que réalisateur au Centre radiophonique auprès du ministère de la Culture de RSS de Lettonie.
À partir de 1956, après avoir terminé ses études dans le studio de réalisateurs à Moscou, il travaille au Riga Film Studio. Entre-temps, de 1951 à 1957 il était metteur en scène au Théâtre amateur de l'entreprise VEF. Au départ, le cinéaste travaillait uniquement dans le genre documentaire. Il tourne 146 épisodes pour les séries de communication télévisuelle Māksla et Padomju Latvija ainsi que de nombreux films.
Avec Herz Frank, il réalise un film documentaire Sans Légendes (1968) au Studio de Chroniques Documentaires de Kouïbychev. Le film oppose le portrait arrangé du héros de production socialiste, créé par la propagande officielle, et l'histoire vraie d'un homme.
En 1964, il tourne son premier film de fiction, L'automne est encore loin (Līdz rudenim vēl tālu). Mais son talent se révèle vraiment dans le genre policier et d'aventure. Son drame criminel Liekam būt (1976), adapté du roman d'Andris Kolbergs, est récompensé par le prix du meilleur réalisateur au 10e Festival cinématographique de Riga. Il a aussi reçu, en 1983, le Prix d’État de l'URSS pour la série Le long chemin dans les dunes (en letton : Ilgais ceļš kāpās 1981).
Après l'indépendance du pays, Brenčs à deux reprises fut le député de Rīgas Dome, il était également actif au sein du Comité d'action sociale (Sociālo jautājumu komiteja). Il s'était présenté aux élections de la VIe Saeima avec le parti Union politique "Tautsaimnieks" et aux élections de la VIIe Saeima  avec le Parti démocratique "Saimnieks", mais n'a pas été élu.
Aloizs Brenčs est inhumé au cimetière Miķeļa kapi à Riga.

## Filmographie

### Documentaires
- 1957 : Draugu vidū
- 1959 : Par mieru un draudzību
- 1960 : Astotā stunda
- 1960 : Mana Rīga
- 1961 : Ja mīl
- 1962 : Vibroķieģeļu paneļu ražošana un izmantošana
- 1963 : Tu un es
- 1965 : Gauja
- 1965 : Priekšā - Mehiko
- 1965 : Rokas un sirds
- 1966 : Rīga
- 1966 : Saulainie motīvi
- 1968 : Septembra dienas
- 1968 : Sans Légendes (Без легенд), avec Herz Frank
- 1969 : Mans vecais draugs

### Fictions
- 1964 : Līdz rudenim vēl tālu
- 1967 : Kad lietus un vēji sitas logā
- 1968 : 24-25 neatgriežas
- 1969 : Triple vérification (lv)
- 1971 : La Ville sous les tilleuls (lv)
- 1972 : Lielais dzintars
- 1973 : Šahs briljantu karalienei
- 1974 : Gaisma tuneļa galā
- 1975 : Paradīzes atslēgas
- 1976 : Liekam būt
- 1977 : Dāvanas pa telefonu
- 1978 : Rallijs
- 1981 : Ilgais ceļš kāpās
- 1983 : Mirāža
- 1985 : Dubultslazds
- 1989 : Zītaru dzimta
- 1991 : Depresija
- 1992 : Duplets
- 1994 : Romāns "A la Russo"
- 1996 : Anna